# Педроган (Відігейра)
Педроган (порт. Pedrógão; МФА: [pɨ.ˈdɾɔ.gɐ̃w]) — парафія в Португалії, у муніципалітеті Відігейра. Розташована в південній частині країни, на теренах історичної португальської провінції Алентежу. Входить до складу округу Бежа. За адміністративним поділом, чинним до 1976 року, терени парафії були складовою провінції Нижнє Алентежу. Належить до Безької діоцезії Католицької церкви. Патрон — святий Петро. Площа — 125,6905 км². Населення — 1151 ос. (2011). Слабо урбанізований регіон. Густота населення — 9,16 осіб/км²
. Код — 021401.

## Населення
| Кількість мешканців | Кількість мешканців | Кількість мешканців | Кількість мешканців | Кількість мешканців | Кількість мешканців | Кількість мешканців | Кількість мешканців | Кількість мешканців | Кількість мешканців | Кількість мешканців | Кількість мешканців | Кількість мешканців | Кількість мешканців | Кількість мешканців |
| ------------------- | ------------------- | ------------------- | ------------------- | ------------------- | ------------------- | ------------------- | ------------------- | ------------------- | ------------------- | ------------------- | ------------------- | ------------------- | ------------------- | ------------------- |
| 1864                | 1878                | 1890                | 1900                | 1911                | 1920                | 1930                | 1940                | 1950                | 1960                | 1970                | 1981                | 1991                | 2001                | 2011                |
| 1 631               | 1 694               | 1 766               | 1 990               | 2 016               | 2 268               | 2 573               | 2 460               | 2 792               | 2 673               | 2 012               | 1 600               | 1 193               | 1 214               | 1 151               |